# Hunter Parrish
Hunter Parrish, född 13 maj 1987 i Richmond, Virginia, är en amerikansk skådespelare. 
Parrish är kanske främst känd för sin roll som Silas Botwin i tv-serien Weeds. Andra TV-serier och filmer han har medverkat i är bland annat Summerland, CSI, Close to Home, Law & Order: Special Victims Unit, Freedom Writers, 17 Again och It's Complicated. 

## Filmografi

### Film
| År   | Titel              | Roll          | Noteringar |
| ---- | ------------------ | ------------- | ---------- |
| 2004 | Sleepover          | Lance Gregory |            |
| 2005 | Steal Me           | Tucker        |            |
| 2005 | Premonition        | Charlie       | Kortfilm   |
| 2005 | Down in the Valley | Kris          |            |
| 2006 | RV                 | Earl Gornicke |            |
| 2007 | Freedom Writers    | Ben Samuels   |            |
| 2009 | 17 Again           | Stan          |            |
| 2009 | Paper Man          | Bryce         |            |
| 2009 | It's Complicated   | Luke Adler    |            |
| 2010 | The Space Between  | McDonough     |            |
| 2012 | Gone               | Trey          |            |
| 2014 | Still Alice        | Tom Howland   |            |

### TV
| År        | Titel                             | Roll                        | Noteringar                                 |
| --------- | --------------------------------- | --------------------------- | ------------------------------------------ |
| 2003      | The Guardian                      | Hank                        | Avsnitt "The Father-Daughter Dance"        |
| 2005      | Summerland                        | Tracy Hart                  | Avsnitt "The Pleiades"                     |
| 2005      | CSI: Crime Scene Investigation    | Jeremy McBride              | Avsnitt "Gum Drops"                        |
| 2005–2012 | Weeds                             | Silas Botwin                | 102 avsnitt                                |
| 2006      | In Justice                        | Kevin Rounder               | Avsnitt "Confessions"                      |
| 2006      | Close to Home                     | Jay Stratton                | Avsnitt "A House Divided"                  |
| 2006      | Campus Ladies                     | Student Health employee     | Avsnitt "Webcam"                           |
| 2007      | Law & Order: Special Victims Unit | Jordan Owens                | Avsnitt "Responsible"                      |
| 2010      | Batman: Den tappre och modige     | Kid Flash, Geo-Force (röst) | Avsnitt "Requiem for a Scarlet Speedster!" |
| 2011      | Pound Puppies                     | Tundra (röst)               | Avsnitt "Snow Problem"                     |
| 2013      | The Good Wife                     | Jeffrey Grant               | Avsnitt "The Next Week"                    |

## Musik
Den 26 juni 2012 släppte Parrish EPn Guessing Games på itunes, som innehöll sex låtar.